# Ritme lliure
El ritme lliure és una organització de la mètrica musical, en la qual no se'ns dona una successió matemàtica de les parts fortes i dèbils, sotmeses a un compàs prefixat (és a dir, "lliure", que equival a "no mesurat"). S'utilitza quan una peça musical necessita un pols discernible i en el seu lloc el ritme és intuïtiu i flueix lliurement. En els diversos sistemes musicals que l'utilitzen (música grecoromana, cant gregorià, cant hispànic, etc.) és l'eixida inicial (anomenada arsis) seguida d'un repòs final (anomenat thesis), la qual forma la cèl·lula rítmica fonamental. Així, és un ritme en què hi ha una desigualtat quantitativa de duració entre els elements que componen la melodia, amb tornada lliure, no isòcrona al primer temps, de tal manera que s'estableix una successió variable de temps binaris i ternaris.